# Ophryophryne
Ophryophryne es un género de anfibios perteneciente a  la familia Megophryidae.  Se distribuyen por el norte de Tailandia, el norte y este de Laos, el norte de Vietnam y el sur de China.

## Especies
Se reconocen las 5 siguientes según ASW:
- Ophryophryne gerti Ohler, 2003
- Ophryophryne hansi Ohler, 2003
- Ophryophryne microstoma Boulenger, 1903
- Ophryophryne pachyproctus Kou, 1985
- Ophryophryne synoria Stuart, Sok & Neang, 2006